# 倫敦博物館 (加拿大)
倫敦博物館（英語：Museum London）是一座位於加拿大安大略省倫敦的藝術和歷史博物館，該博物館70多年來一直保存、詮釋和分享關於倫敦和倫敦人的故事。
該博物館位於安大略泰晤士河分支附近，坐落於阿尼什納比族、易洛魁聯盟、阿塔萬達隆、溫達特人、齊佩瓦第一民族、奧奈達民族和芒塞特拉華民族等加拿大原住民的傳統領地裡。它在1940年開始與倫敦公共圖書館共同運營，之後於1989年與倫敦地區美術館和倫敦地區歷史博物館合併。博物館建築是由曾經設計大薩德伯里北方科學博物館、多倫多巴塔鞋博物館和沙特阿拉伯國家博物館等博物館的建築師雷蒙·森山所負責。
該博物館的收藏品包括5000多件安大略省和加拿大的藝術作品以及45000多件歷史文物。其收藏的藝術品中包括了帕特森·埃文、傑克·錢伯斯和格雷格·科諾等藝術家的作品。館內所收藏的著名加拿大藝術品其中也包括七人畫派和保羅·皮爾等人的作品。
2015年1月，喜劇演員史蒂芬·馬丁到訪該博物館。馬丁此行的目的是為了觀賞勞倫·哈里斯的畫作。在勞倫·哈里斯的所有畫作中，馬丁對在他在1927年所繪的《自蘇必略湖北沙岸》油布畫（From the North Shore, Lake Superior, c. 1927.）非常感興趣。

## 福克斯中心
2016年，倫敦博物館對福克斯中心進行了翻新和擴建工程，該工程於2018年中旬完工。新擴建的空間被用於進行社區活動，這些活動主要面向青年，家庭，老年人和新移民。該設施從2015年至2018年開展了募捐運動，並從各種捐助者和贊助人那裡籌集了350萬美元。福克斯中心的開幕剪彩儀式於2018年9月30日舉行。

## 外部鏈接
- 展覽 （页面存档备份，存于）
- 項目和活動